# 四数獐牙菜
四数獐牙菜（学名：Swertia tetraptera）为龙胆科獐牙菜属下的一个种。

## 扩展阅读
- 維基物種上的相關：四数獐牙菜